# Gouda

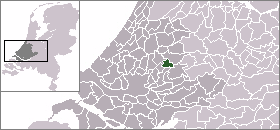
Lägeskarta

Gouda (nederländska: [ɣʌuda], lyssna (fil)) är en kommun i provinsen Zuid-Holland i Nederländerna. Kommunens totala area är 18,1 km² och invånarantalet är 71 979 invånare (2004). 
Gouda var tidigare känd för sin kritpipstillverkning. Gouda blev senare en järnvägsknut, och hade en omfattande trä- och tobaksindustri, samt tillverkning av stearinljus och stengodskärl. Staden har också varit viktig för handeln med lantbruksprodukter, och från trakterna runt Gouda stammar den typiska nederländska osten gouda.
Goudas äldsta stadsdel, innanför en runtgående kanal, rymmer flera betydande byggnader från slutet av medeltiden och renässansen, främst Sankt Janskerk med berömda glasmålningar och gravskulpturer.

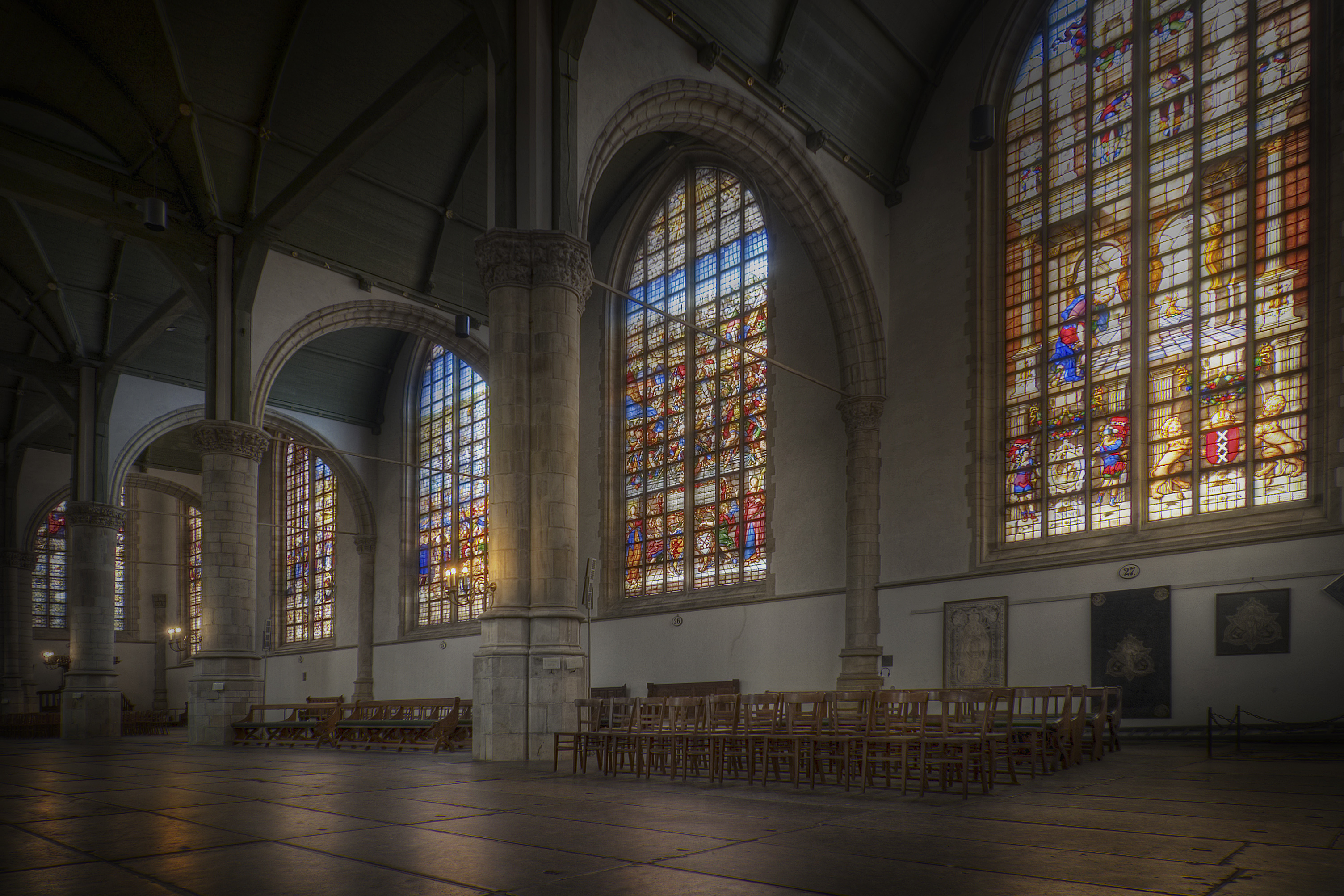
Glasmålningar i Sant-Janskerk i Gouda.

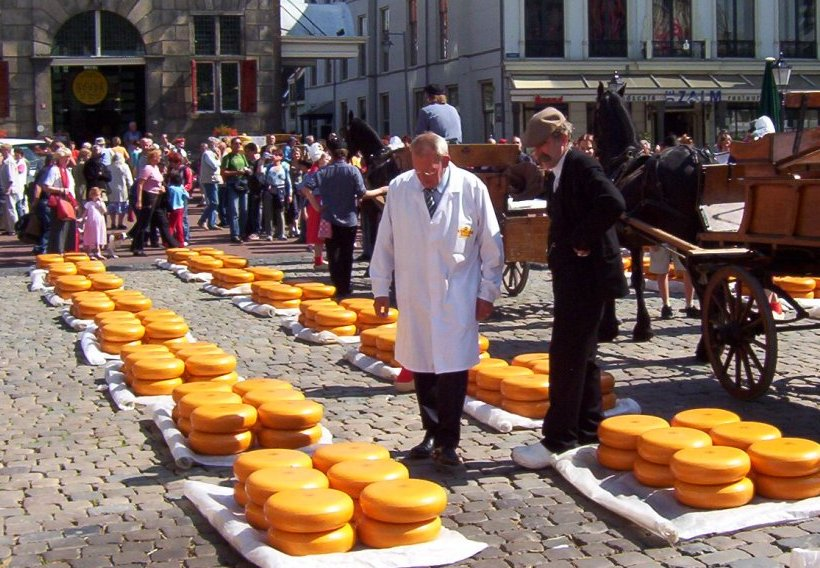
Goudas kända ostmarknad